# Mariví Romero
Mariví Romero Montalvo (Almagro; 20 de mayo de 1939 – Benidorm; 27 de noviembre de 2020) fue una periodista taurina española.

## Biografía
Considerada como la primera crítica taurina de la historia, estudió Periodismo y Filosofía y Letras. Hija del famoso periodista Emilio Romero, comenzó trabajando en el diario Pueblo, que dirigía su padre, haciendo precisamente crónica taurina, área a la que se había aficionado cuando todavía era una niña.
Ingresó en Televisión española en 1971, en el programa Buenas tardes que presentaba Raúl Matas, comentando la actualidad del mundo del toro. Dado el éxito del espacio, los directivos de TVE deciden encargarle un programa exclusivamente sobre tauromaquia. Se llamó Revista de toros, y estuvo en pantalla entre 1973 y 1983, con notable aceptación por parte de los espectadores. Revista de toros fue pionera en la televisión española con la retransmisión de imágenes con fondo musical inusual hasta la fecha.
Una vez cancelado el programa, Mariví Romero pasó a escribir en el diario Ya, hasta 1989, año en que participó en la serie de TVE De toros. Finalmente, su última trayectoria se desarrolló en el mundo de la radio, tanto en la Cadena COPE como en Onda Cero.